# Adolf Bastian
Adolf Philipp Wilhelm Bastian (26. června 1826 Brémy - 2. února 1905 Port of Spain) byl německý učenec a cestovatel, který v 19. století přispěl k založení etnografie a antropologie. Jeho teorie ovlivnily psychologa Carla Gustava Junga, antropologa Franze Boase nebo mytologa Josepha Campbella.

## Život
Narodil se v bohaté obchodnické rodině. Vystudoval právo na univerzitě v Heidelbergu, biologii na Humboldtově univerzitě v Berlíně, na univerzitě Friedricha Schillera v Jeně a na univerzitě ve Würzburgu. V roce 1850 získal lékařský titul na univerzitě v Praze. Ve Würzburgu se díky Rudolfu Virchowovi začal zajímat o rodící se etnologii.
Poté se nechal najmout jako lodní lékař a osm let se plavil po mořích. V roce 1859 se vrátil do Německa a napsal populární zprávu o svých cestách spolu s ambiciózním třídílným dílem Člověk v historii, které se stalo jedním z jeho nejznámějších děl. V roce 1861 podnikl čtyřletý výlet do jihovýchodní Asie. Jeho kniha Lidé z východní Asie pak vyšla v šesti svazcích.
V roce 1866 se usadil v Berlíně, kde se v roce 1869 stal členem Akademie věd Leopoldina. Spolu s Robertem Hartmannem založil v roce 1869 etnologický a antropologický časopis Zeitschrift für Ethnologie. Spolupracoval také s Rudolfem Virchowem při zakládání Berlínské společnosti pro antropologii, etnologii a pravěk. V roce 1873 byl jedním ze zakladatelů Etnologického muzea v Berlíně a sloužil jako jeho první ředitel. Jeho sbírka etnografických artefaktů byla jednou z největších na světě po celá desetiletí. Mezi jeho podřízené v muzeu patřili mladý Franz Boas nebo Felix von Luschan.
V 70. letech 19. století znovu opustil Berlín a vydal se na cesty. Cestoval po Africe a Americe. Zemřel během jedné z těchto cest, v Port of Spain na Trinidadu a Tobagu.

## Dílo
Zastával koncepci „psychické jednoty lidstva“ - myšlenky, že všichni lidé sdílejí základní mentální rámec. To na jedné straně ovlivnilo strukturalismus 20. století, na straně druhé přivedlo Carla Gustava Junga k tezi o "kolektivním nevědomí". Bastian tvrdil, že každá individuální lidská mysl zdědí po předcích sadu „elementárních myšlenek“ (Elementargedanken), a proto mysli všech lidí, bez ohledu na jejich rasu nebo kulturu, fungují stejným způsobem.
Bastian rovněž tvrdil, že svět je rozdělen do různých „geografických provincií“ a že každá z těchto provincií sice prošla stejnými fázemi evolučního vývoje, ale každá získala svou jedinečnou podobu danou svým prostředím. Každá geografická provincie se vyznačuje specificky místním zpracováním „elementárních myšlenek“ (tzv. Völkergedanken). Bastianovi vždy šlo právě o poznání těchto mechanismů, tedy o poznání "kolektivní mysli", "společenské duše“ (Gesellschaftsseele). Stále více přitom zdůrazňoval nadřazenost elementárních myšlenek nad specifickými lokálními varietami. rekonstrukce elementárních myšlenek a mechanismů jejich přechodu v myšlenky lidové (Völkergedanken) má být dle Bastiana hlavní náplní etnografie a antropologie.
Byl extrémně nepřátelský vůči Darwinově evoluční teorii, kterou viděl jako nedokazatelnou a vyčítal jí, že fyzická transformace druhů nebyla nikdy empiricky pozorována. Bylo to zajímavé vzhledem k tomu, že sám předpokládal podobný mechanismus vývoje u lidské civilizace.
Nejvíce se zabýval dokumentováním ohrožených domorodých civilizací před jejich zmizením. Byl za to kritizován, jeho práce byly haněny jako neuspořádané sbírky faktů, kterým chybí koherenci a strukturovanost skutečné empirické studie. Právě tento přístup však byl časem doceněn, neboť Bastian takto zachoval mnoho svědectví o kulturách a jejich zvycích, které již za pár let nebylo možné pozorovat, neboť se ztratily.